# Kuiperspoort
De Kuiperspoort is een straat in Middelburg in de provincie Zeeland. De naam verwijst naar het kuipersgilde dat hier in de 17e eeuw gevestigd was.
De nauwe straat is belegd met kasseien en heeft een uitgang aan de Dam en aan de andere kant een poort die uitkomt op de Rouaansekaai. Het poortgebouw dateert uit 1586 en werd in 1642 door het kuipersgilde aangekocht. De meeste gebouwen waaronder de pakhuizen die dateren uit de tijd van de VOC werden in de jaren 1970 gerestaureerd waarbij de voorgevels behouden bleven.

## Rijksmonumenten
Zeventien panden uit de 17e en 18e eeuw hebben sinds 1966 de status van rijksmonument:
- Kuiperspoort 1, pakhuis met puntgevel en schuin kelderluik, 18e eeuw[2]
- Kuiperspoort 2, huis met rechte gevel, gedeeltelijk uit de 18e eeuw[3]
- Kuiperspoort 4, huis met rechte gevel, gedeeltelijk uit de 18e eeuw[4]
- Kuiperspoort 5, pakhuis met puntgevel en schuin kelderluik, 17e eeuw[5]
- Kuiperspoort 6, geverfd dwarshuis, 17e eeuw[6]
- Kuiperspoort 8, pand met verticaal lessenaarsdak gecombineerd met naastliggend pand met trapgevel, 17e - 18e eeuw[7]
- Kuiperspoort 9, pakhuis met puntgevel en schuin kelderluik, 17e eeuw[8]
- Kuiperspoort 10, huis met rechte gevel, 18e eeuw[9]
- Kuiperspoort 11, dwarsstaand pand met langs- en trapgevel zijnde het vroegere gildehuis dat uitgebouwd werd boven een poortdoorgang[10]
- Kuiperspoort 12, vrijstaand pakhuis met een zadeldak tussen puntgevels, 17e - 18e eeuw[11]
- Kuiperspoort 13, pakhuis met afgeknotte puntgevel en schuin kelderluik, 17e eeuw[12]
- Kuiperspoort 14, pakhuis met gedeeltelijk gepleisterde langsgevel en een schilddak, 17e - 18e eeuw[13]
- Kuiperspoort 16, pakhuis met gedeeltelijk gepleisterde langsgevel en een schilddak, 17e - 18e eeuw[14]
- Kuiperspoort 17, pakhuis met afgeknotte puntgevel en schuin kelderluik, 18e eeuw[15]
- Kuiperspoort 18, pakhuis met gedeeltelijk gepleisterde langsgevel en een schilddak, 17e - 18e eeuw[16]
- Kuiperspoort 20, pakhuis met verdieping, 18e eeuw[17]
- Kuiperspoort 21, pakhuis met puntgevel, hardstenen treden en schuin kelderluik, 17e eeuw[18]

## Fotogalerij

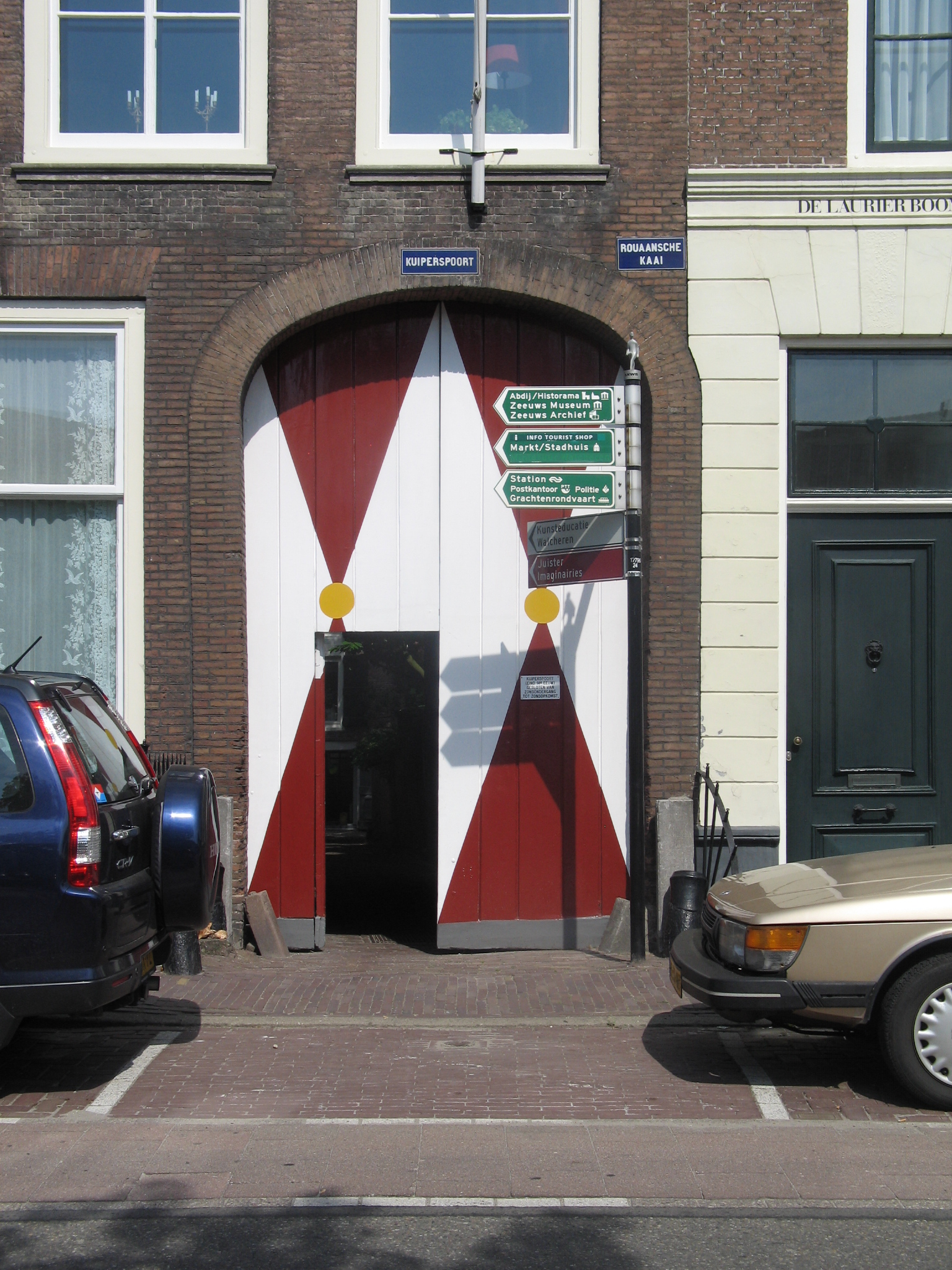
Ingangspoort aan de Rouaansekaai
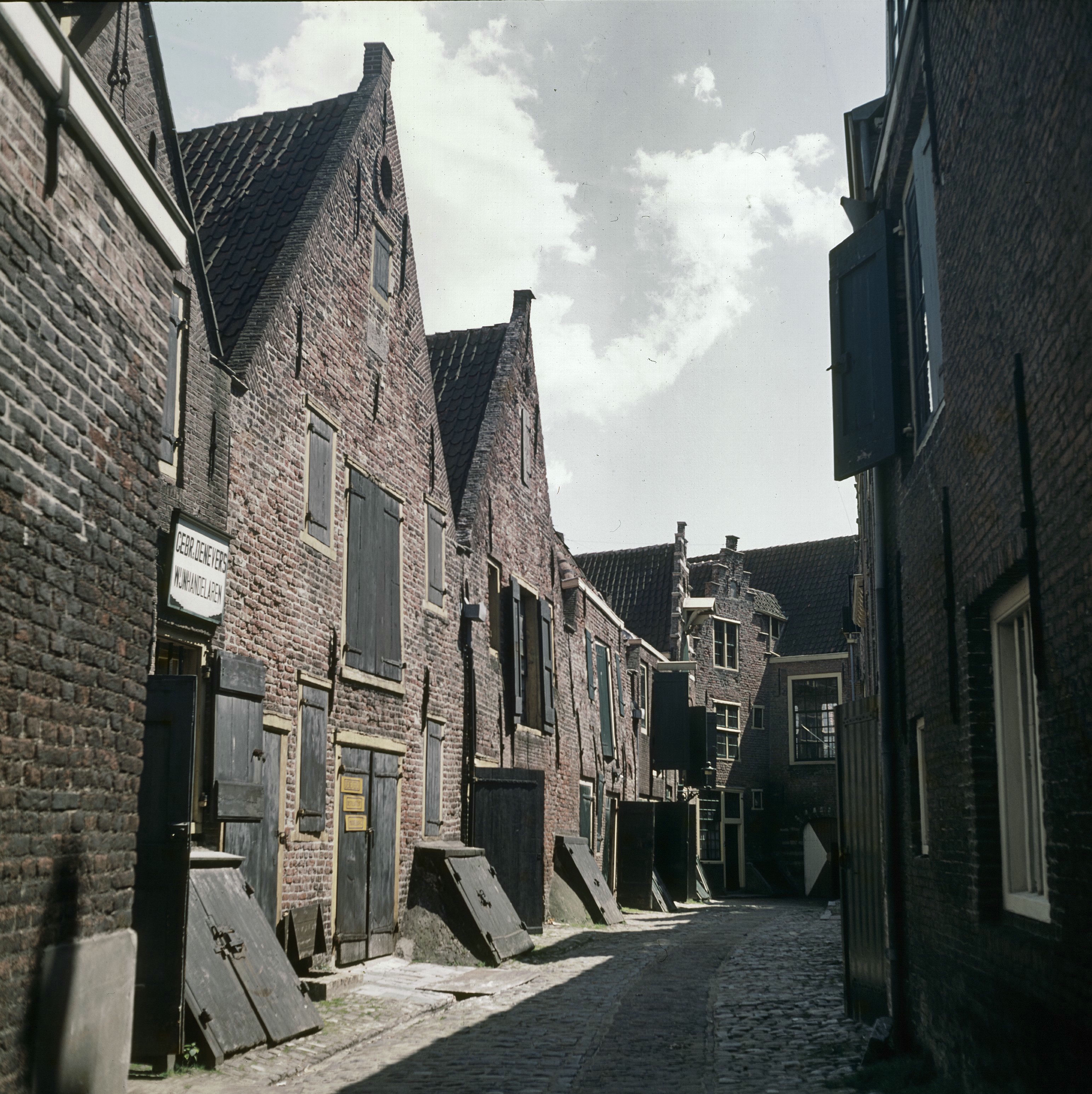
Voorgevels pakhuizen Kuiperspoort 1-7
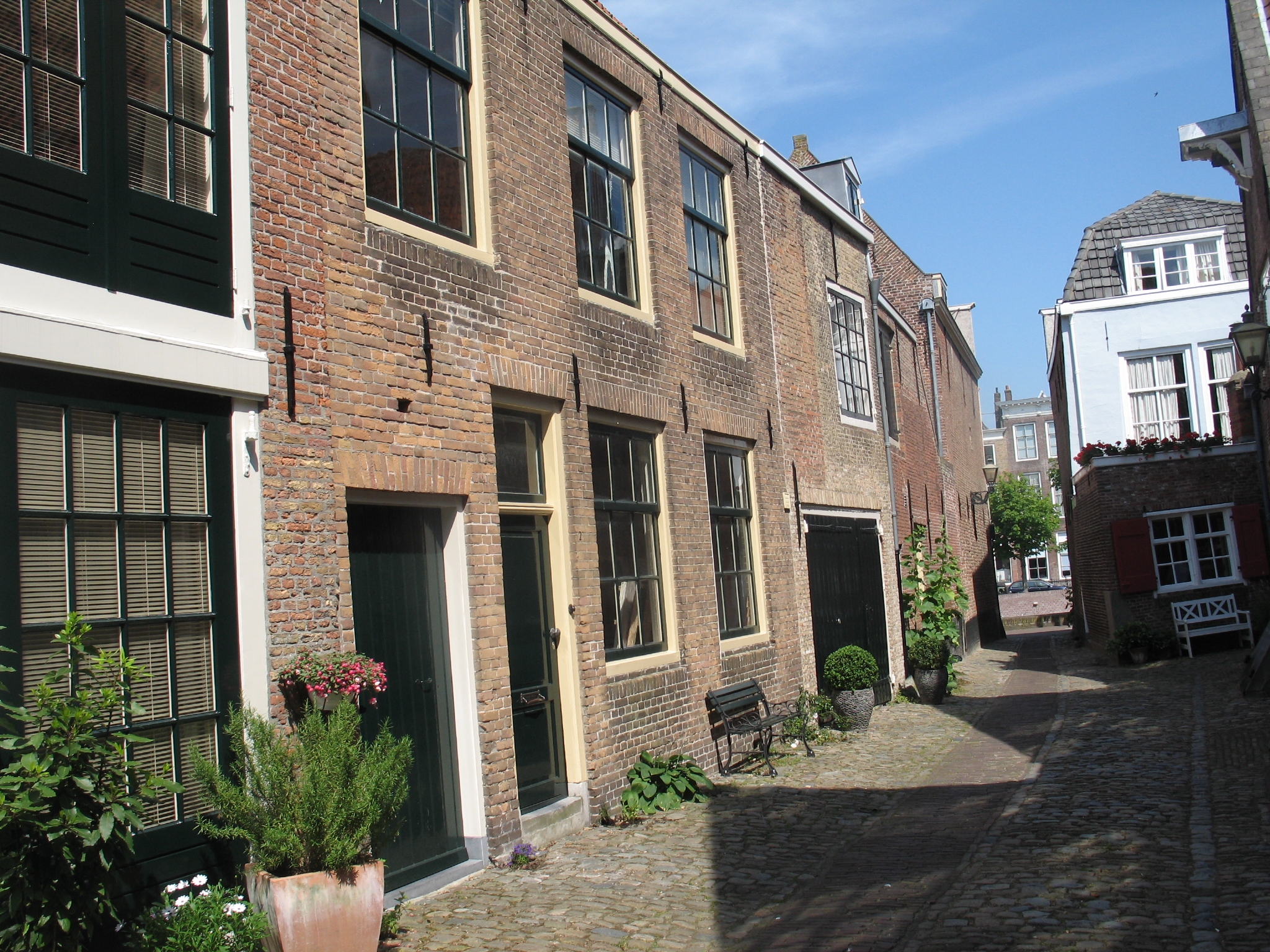
Woonhuizen
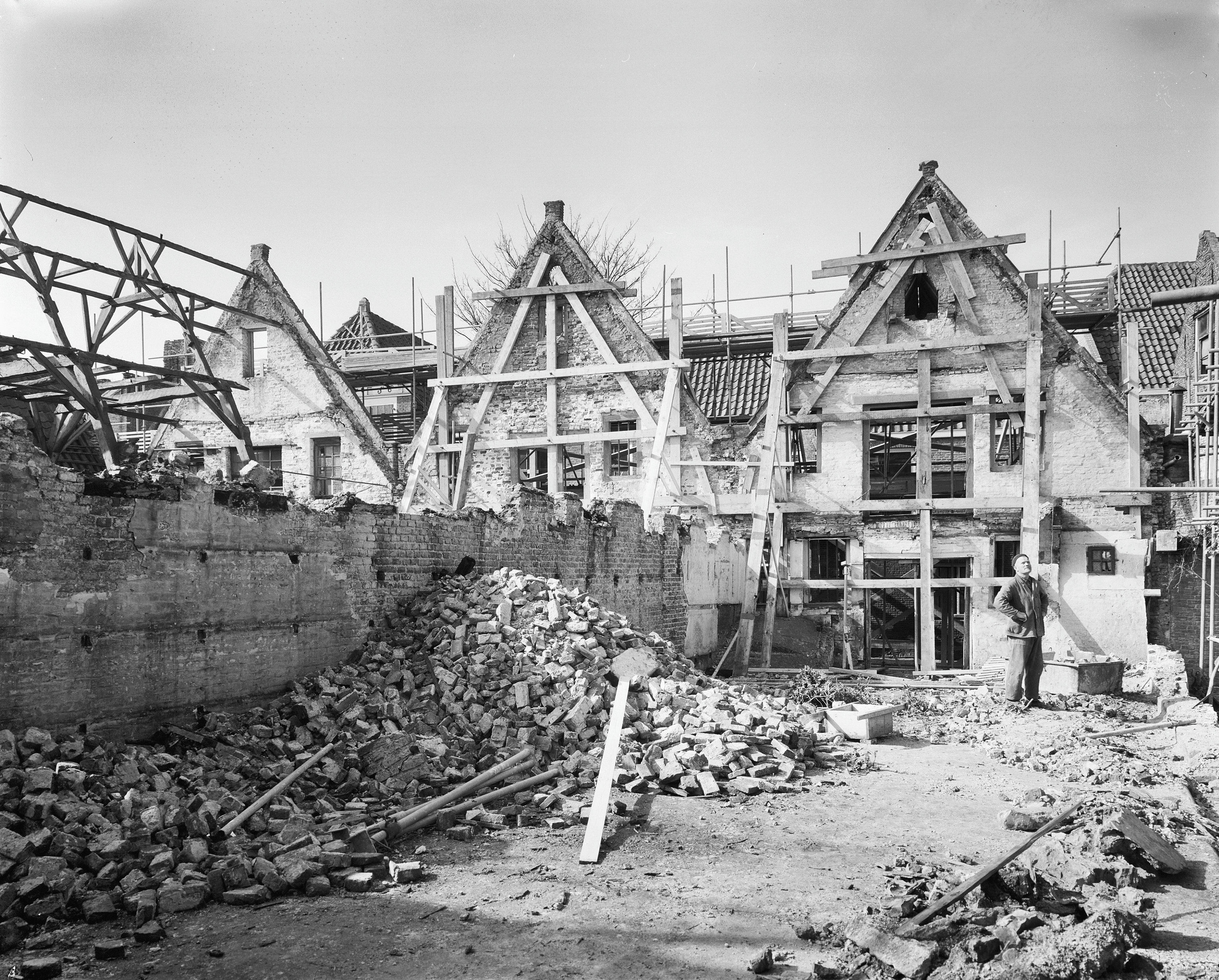
Restauratie oude pakhuizen in 1971
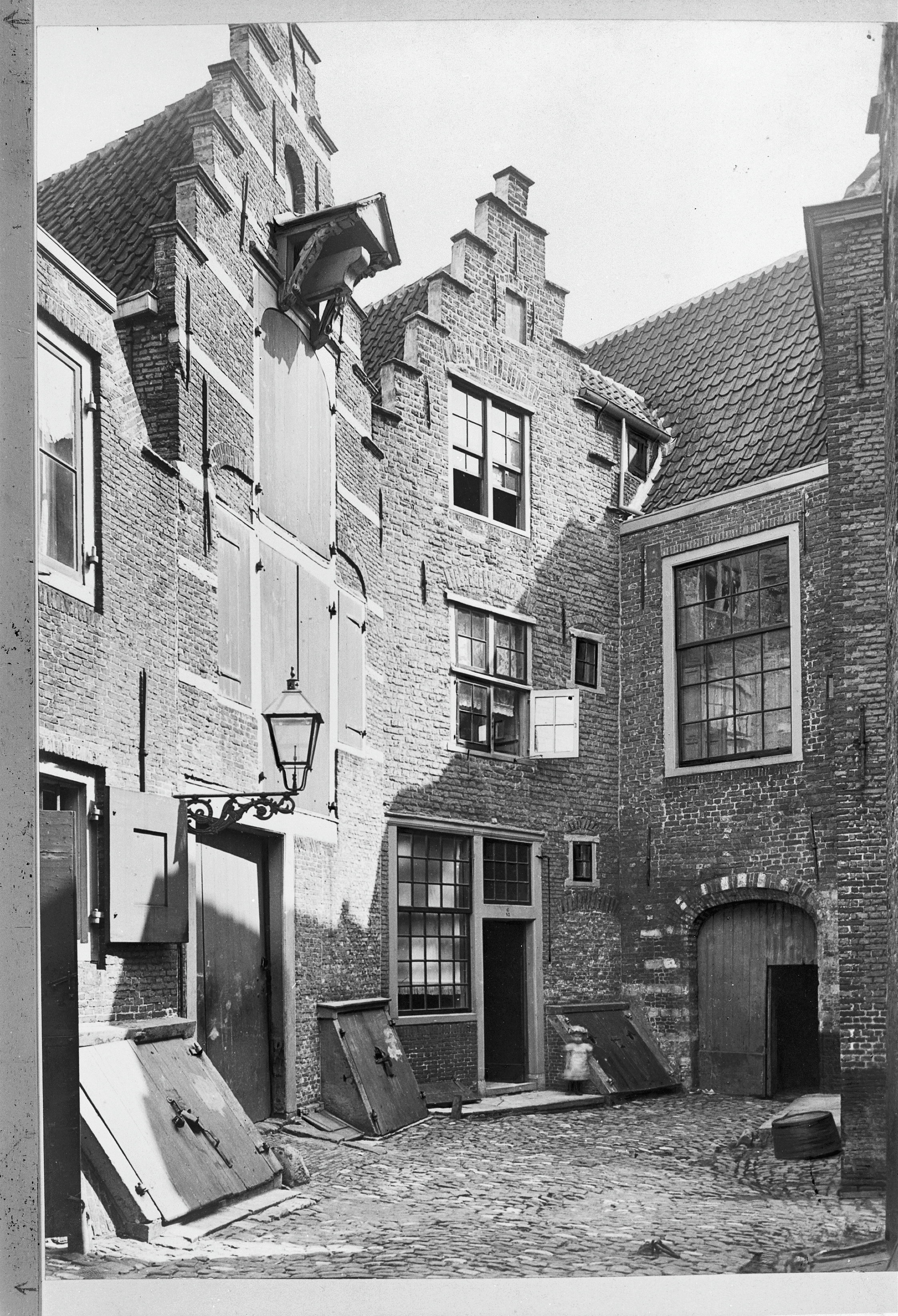
Het kuipersgildehuis en wijnpakhuis anno 1897